# Endoskopické ošetření vyhřezlé meziobratlové ploténky
Endoskopické ošetření vyhřezlé meziobratlové ploténky neboli disku je výkon prováděný nejčastěji u pacientů s chronickou bolestí zad, kterou způsobují některé typy vyhřezlých meziobratlových plotének (disků). Herniace (výhřez) meziobratlové ploténky, jejíž prevalence ve vyspělých zemích činí 1–3 %, je nejčastějším důvodem vedoucím k operaci páteře. Výkon se provádí dle doporučených postupů SIS (Spine Intervention Society).

## Symptomy a diagnostika
Nejčastějšími symptomy výhřezu disku je bolest zad s jednostranným vyzařováním do dolní končetiny. U pacientů nedochází ke zlepšení po PRT (periradikulární terapii) a mají pozitivní nález MRI (herniace, protruze disku, volný sekvestr). Diagnostickou metodou k identifikaci poškozené ploténky jako zdroje bolesti je provokační diskografie. K okraji ploténky se zavádí vodicí jehla, kterou se do jejího nitra vstřikuje do kontrastní látka. To umožní zobrazení struktury ploténky a zároveň u pacienta vyvolá bolest, na jejímž základě lze potvrdit či vyvrátit zda typ bolesti, který pacient pociťuje, pochází z tohoto zdroje. 

## Techniky endoskopického ošetření vyhřezlé meziobratlové ploténky
Endoskopické ošetření vyhřezlé meziobratlové ploténky je alternativou k otevřenému operačnímu výkonu – hemilaminektomii lumbální páteře. Operace se vykonává miniinvazivně přes 1 cm pracovní kanál při minimálním traumatu okolní tkáně. Použít lze přístup transforaminální (nejčastěji laterálně přes foramen intervertebralis, přirozený anatomický otvor obratle) nebo intralaminární (mezi plochami obratle). Operační zákrok je možno vzhledem k anatomickým poměrům využít v rozsahu celé lumbální páteře L1-L5 a na rozhraní lumbosakrální páteře L5-S1. 

## Výhody technik endoskopického ošetření vyhřezlé meziobratlové ploténky
Výhodou transforaminálního endoskopického výkonu je možnost jeho provedení v analgosedaci, tj. bez celkové anestezie. Transforaminálním přístupem k výhřezu se lze zcela vyhnout narušení míšních obalů, což je pravděpodobně klíčový faktor v prevenci vzniku epidurální fibrózy, resp. představuje absolutně minimální riziko tvorby pooperační jizvovité tkáně (Hess, M. G., MD). Z hlediska provedení endoskopického zákroku je možné konstatovat, že každý výhřez bederní meziobratlové ploténky je vhodný pro použití endoskopického přístupu. Transforaminální a interlaminární endoskopickou metodou lze úspěšně operovat okolo 90 % všech výhřezů plotének vyžadujících operaci.  Při výkonu dochází, na rozdíl od klasické operace, k minimálnímu poškození svalových a kostních struktur.

## Způsob provedení endoskopického výkonu
Pod kontrolou rentgenového záření se přes přirozený anatomický otvor v páteři zavádí speciální jehla pro vytvoření pracovního kanálu. Následně je zaveden endoskop vybavený světelným zdrojem a soustava pracovních nástrojů. Zavedený endoskop zobrazí, do jaké míry utlačuje vyhřeznutá ploténka nervový kořen. Za neustálé vizualizace se následně odstraňuje speciálními kleštičkami vyhřezlá část ploténky. Ploténka je na závěr ošetřena laserem nebo tepelnou radiofrekvencí s cílem snížit riziko opětovného vyhřeznutí a odstranění patologických nervových struktur způsobující bolest vně i uvnitř ploténky. Délka výkonu se pohybuje od 40 do 90 minut.

## Benefity endoskopického ošetření vyhřezlé meziobratlové ploténky pro pacienty
Endoskopické ošetření vyhřezlé meziobratlové ploténky oproti otevřené operaci páteře vede k výrazně nižším krevním ztrátám, kratší hospitalizaci a vyšší spokojenosti pacientů, přičemž nemá horší výsledky z hlediska počtu reoperací nebo jiných komplikací. Výkon se provádí v režimu jednodenní chirurgie (pacient odchází v tentýž den po operaci domů). Výhodou je rychlejší rekonvalescence pacienta a jeho návrat do aktivního života. 